# 桂小南 (初代)
初代 桂 小南（かつら こなん、1880年5月24日 - 1947年11月21日）は、日本の落語家。本名: 若田 秀吉。

## 経歴
東京府下谷（現・東京都台東区）に生まれる。幼少時に大阪に移り、11歳の時、2代目桂南光に入門する。前座名として小南を名乗る。瓢亭で初舞台。弱冠18歳で真打に昇進した。1905年、師・南光の後を追い上京し、三遊派に所属する。しかし、同年に始まった第一次落語研究会には参加せず、別行動を取っている。1907年に2か月だけ桂小南光を名乗ったがすぐ小南に戻った。
東京で上方落語はなかなか理解されなかったため、二世曽呂利新左衛門が曲書き（踊りながら和歌等を書く芸）で喝采を得たのをヒントに、「松づくし」（2代目笑福亭松鶴の項を参照）や「電気踊り」（豆電球を体中に巻きつけて常磐津の『奴凧』のほか、『玉兎』『勢獅子』『夜這星』などを踊るのだが、舞台上に陰陽の電極板が仕掛けてあり、これを裏に金属板の入った足袋で踏むと、体中の電球が点滅する、というもの。感電の危険性があり、命がけの芸でもあった）といったケレン芸で名を売った。また、背後の幕に昇降機が隠してあり、これに背中の金具を引っ掛けて、天井へ向かって上がってゆく、という仕掛けを用いたり、映画の連鎖劇をヒントに一本のネタの前半は口演し、後半は撮影したフィルムを高座で上映するという手法を用いたりもした。これらの芸は、「八丁荒らし」として同業者に恐れられた。
後に3代目三遊亭圓橘、月の家圓鏡らと三遊分派を設立。しかし、座組に変化がなく、次第に客に飽きられ、同業者の信用も失った。ついには多額の借金を背負い、地方巡業に出たが、失敗の連続で帰阪。しかし、その人気から見捨てられることはなく、再び上京し、睦会から東京落語協会へ移るなど、所属を変えている。『古今東西落語家事典』は「だんだん看板も下がり、晩年は人気がすたれ、不遇のうちに没した」としている。
1947年11月21日に没した。67歳没。墓所は谷中の興禅寺。

## 弟子
- 桂南馬
- 桂一奴
- 桂小莚

## 芸風
3代目桂米朝は、東京で下宿生活を送っていた際、初代小南の追っかけをしており、その際の見聞を書き留めている。
「小南の芝居噺は私も大分見ている。もはや老人ではあったが、何とも言えぬ柔らかさと華やかな雰囲気を持った人で、かつて寄席のスター的存在であったことは、げに尤も…とうなずけるものがあった」「長い顔で大きな眼で、ニコリと笑うと実に愛嬌があった。ゆっくりとした大間なしゃべりで関西弁でも東京人にもよく解った」「初代桂小南はたしかに巧い人であった。ひと口に言って、実に間の良い人であったと言える」
「私はこの人を追いかけたおかげで、短時日にいろんなものを学べて幸せであった」
大西信行は、戦時中に小沢昭一と友人の3人で神楽坂の寄席に行き、初代小南の『児雷也』を見ている。ネタの最中に空襲警報が鳴り、3人は慌てて逃げたという。

## 人物
ある時、さる華族（子爵であったという）出身の未亡人と、亡夫と似ているという理由で深い仲となり、一人娘を生した。汽車で移動する時などは、駅長が見送りに来るため、周囲の者の驚きを誘ったという。
当時珍しかった電話をいち早く自宅に設け、電話番号の下谷の1824に、得意の『鏡山』から思い付いた「いはふし」という振り仮名を付けた名刺を作るなど、ハイカラな面を持つ人でもあった。